# Симсон, Павел Фёдорович
Павел Фёдорович Симсон (1845—1924) — русский педагог, директор Тверской, Калужской и Елецкой гимназий; краевед, историк, археограф и библиофил.

## Биография
В 1862 году окончил 1-ю Московскую гимназию.
В 1862 году поступил на историко-филологический факультет Московского университета, который окончил в 1866 году о степенью кандидата.
Летом 1874 года П. Ф. Симсон был назначен на должность инспектора в четырехклассную мужскую прогимназию Серпухова.
С 11 апреля 1879 года — статский советник; 29 декабря 1882 года награждён орденом Св. Анны 2-й степени; 4 февраля 1883 года назначен директором Тверской гимназии, а 1 июня 1887 — директором Калужской гимназии; с 27 декабря 1887 года — действительный статский советник; 1 января 1892 года награждён орденом Св. Владимира 3-й степени; 14 ноября 1892 года назначен директором Елецкой гимназии.
В 1894 году он был назначен директором Ржевской шестиклассной прогимназии (с 13 июня 1897 года — Ржевская гимназия). Одновременно он преподавал историю, латинский и русский языки, географию. В 1902 году директором Ржевской гимназии был назначен П. П. Стеблов.
В 1916 году (называются также 1915 и 1917 годы) в Ржеве открылся краеведческий исторический музей; в 1917 году состоялось открытие историко-археологического музея, основу которого составили коллекции московских учёных Воробьевых, а также П. Ф. Симсона, который стал его директором.
П. Ф. Симсон был почётным членом Калужской, Рязанской, Тверской архивных комиссий. Собрал богатую коллекцию книг, в которой были древние рукописи; составил каталог: «Описание рукописей, принадлежащих П. Ф. Симсону» (Тверь, 1903).